# A Christmas Story
A Christmas Story (Historias de Navidad en España y Una historia de Navidad en Hispanoamérica) es una película estadounidense de 1983 dirigida por Bob Clark y distribuida por Metro-Goldwyn Mayer. Está protagonizada por Peter Billingsley, Jean Shepherd, Melinda Dillon, Darren McGavin, Ian Petrella, Tedde Moore, Yano Anaya, Zack Ward, Scott Schwartz y R. D. Robb. La película se estrenó el 18 de noviembre de 1983 en Estados Unidos.

## Sinopsis
En el año 1940, Ralphie Parker (Peter Billingsley) un niño de 9 años, quiere un rifle de aire comprimido de Red Ryder como regalo de Navidad. Sin embargo, sus padres (Darren McGavin y Melinda Dillon) piensan que no es un regalo apropiado para alguien de su edad. La película está basada en la novela del humorista Jean Shepherd.

## Argumento
Ralph "Ralphie" Parker, un niño de 9 años, sólo quiere una cosa para Navidad: "un modelo oficial de carabina Red Ryder con alcance de 200 disparos". "Un rifle de aire comprimido con una brújula en la culata y esta cosa que dice la hora". Entre los enfrentamientos con su hermano menor Randy y el tener que lidiar con el matón de la escuela Scut Farkus y su compañero Grover Dill, Ralphie no sabe cómo sobrevivirá el tiempo suficiente para conseguir la pistola de aire comprimido para Navidad. La trama gira en torno a la superación de Ralphie de un obstáculo aparentemente insuperable para poseer la preciosa pistola de aire comprimido Red Ryder: el miedo a que le dispare un ojo (el clásico bloqueo de la madre de la pistola de aire comprimido, "Te dispararás a tu ojo"). de los tres actos de la película, Ralphie le presenta su caso a otro individuo; cada vez se encuentra con la misma respuesta. Cuando Ralphie le pide a su madre una pistola de aire comprimido Red Ryder para Navidad, ella dice: "No, te dispararás". Luego, cuando Ralphie escribe un tema sobre el deseo de la pistola de aire comprimido para la Sra. Shields, su maestra en la escuela primaria Warren G. Harding, Ralphie obtiene una C+ y la Sra. Shields escribe "P.D. Te dispararás". Finalmente, cuando Ralphie le pide a Papá Noel, un desagradable almacén de grandes almacenes, una pistola de aire comprimido Red Ryder, él responde: "Te dispararás, chico. ¡Feliz Navidad! ¡Ho, ho, ho!", antes de empujar a Ralphie por un largo tobogán. con su bota.
El día que obtiene la C+ por su composición, Ralphie recibe un golpe en la cara con una bola de nieve que le lanza el matón Scut Farkus, quien luego comienza a burlarse y burlarse de Ralphie. Habiéndose cansado de que Scut y Grover Dill lo intimiden a él, a Randy y a sus amigos Flick y Schwartz, Ralphie carga enojado contra Farkus y lo tira al suelo. Después de derribar a Grover Dill (que intenta intervenir por su amigo), Ralphie procede a golpear la cara de Scut, provocando que le sangre la nariz. Durante la pelea, Ralphie comienza a maldecir sin parar mientras le asesta golpe tras golpe al chillón Farkus. Los niños detrás de la cerca se sorprenden por las malas palabras. Randy corre a buscar a su madre, quien aparece, saca a su hijo del matón y se los lleva a él y a Randy a casa. Esta parte de la película ocurre poco después de una escena en la que Ralphie se mete en problemas por decir malas palabras mientras ayuda a su padre, "El Viejo", como se le conoce a lo largo de la película a arreglar una llanta pinchada. Ralphie está preocupado por las malas palabras y está seguro de que estará en un gran problema cuando su padre llegue a casa del trabajo; Randy también está preocupado y se esconde debajo del fregadero. En cambio, la madre de Ralphie le cuenta a su padre sobre la pelea en la mesa y luego cambia el tema de la conversación a una próxima. Juego de los Chicago Bears, distrayendo a su padre y liberando a Ralphie en el proceso.
La mañana de Navidad, Ralphie busca frenéticamente una caja que contenga la pistola de aire comprimido, sin éxito. Él y su hermano tienen bastantes regalos, pero está decepcionado porque no consiguió el arma. Su decepción se convierte en alegría cuando su padre le señala un último regalo medio escondido, aparentemente de Santa. Mientras Ralphie desenvuelve la pistola de aire comprimido, el Sr. Parker le explica la compra a su no muy entusiasmada esposa y le dice que él mismo tenía una cuando tenía ocho años.
Ralphie sale a probar su nueva arma, dispara a un objetivo de papel colocado encima de un letrero de metal y, como era de esperar, obtiene un rebote del letrero de metal. Este rebote termina golpeando justo debajo de su ojo, lo que hace que se estremezca y pierda sus gafas. Mientras busca los vasos, Ralphie termina pisándolos y rompiéndolos. Sin embargo, le inventa una historia a su madre sobre un carámbano que cae sobre él y le rompe las gafas, lo cual ella cree. Ella lo lleva arriba, al baño para limpiarlo, y accidentalmente se olvida de cerrar la puerta. Esto permite que una horda de perros de los Bumpuse (los vecinos campesinos de los Parker), que con frecuencia atormentan al padre de Ralphie, entre a la casa y se coma el pavo navideño que se está enfriando en la mesa de la cocina. Al tomar una decisión de último minuto, el Sr. Parker lleva a la familia a un restaurante chino donde se divierten cenando pato a la pekinesa, que el adulto Ralphie llama "pavo chino".
Al final de la historia, Ralphie está acostado en la cama la noche del día de Navidad con su arma a su lado. Randy sostiene el zepelín de juguete que recibió. La voz en off afirma que este fue el mejor regalo que recibió o recibiría jamás.

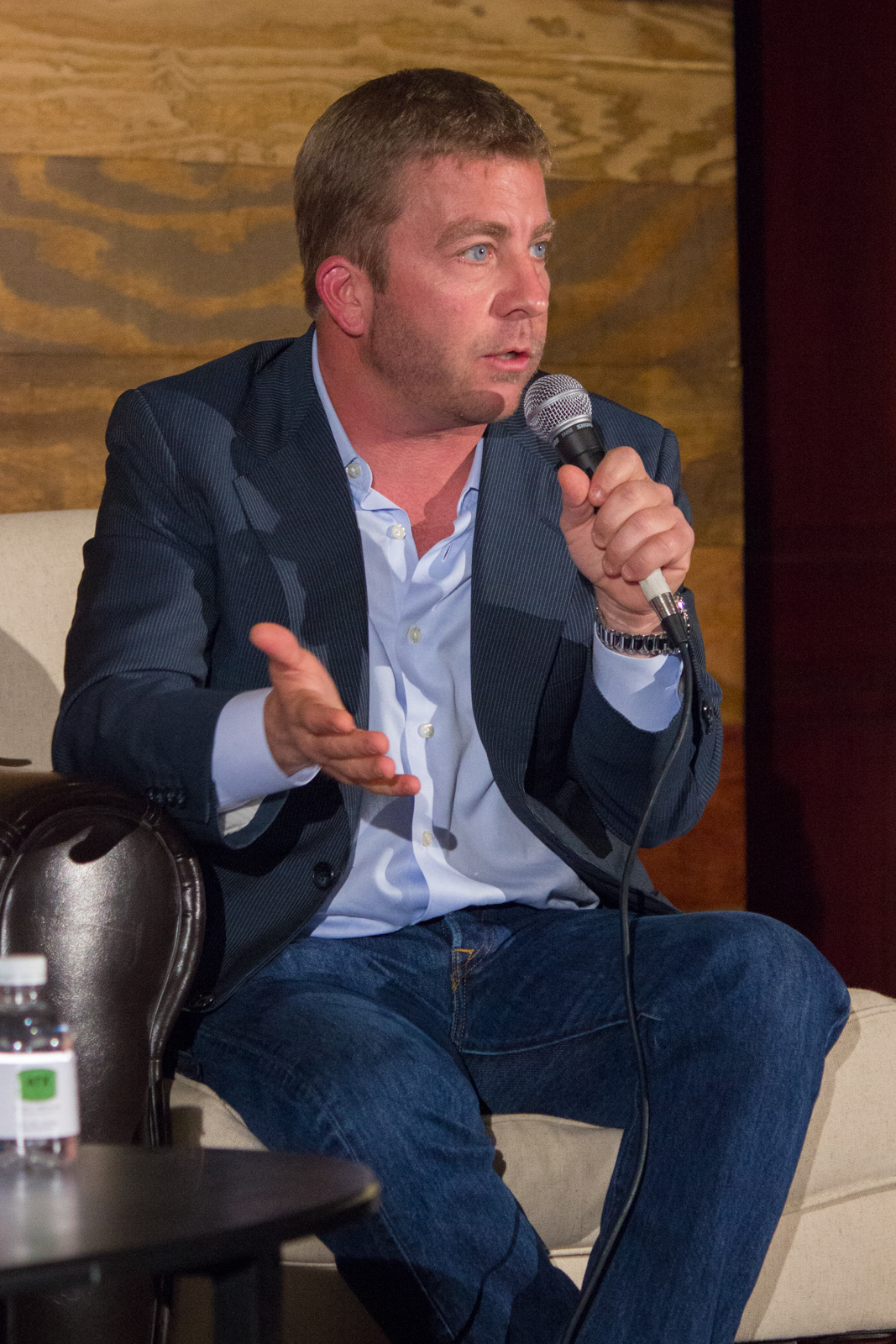
Peter Billingsley hizo el papel de Ralphie Parker en la película

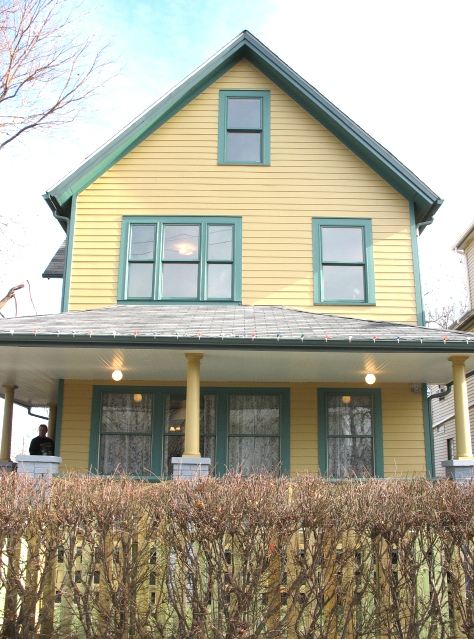
El frente de la casa de los Parkers donde se filmó A Christmas Story en el vecindario Tremont del lado oeste de Cleveland. El edificio, restaurado y reconfigurado en el interior para que coincida con los interiores del estudio de sonido, está abierto al público como
La casa de A Christmas Story

## Reparto
| Actor             | Personaje                    |
| ----------------- | ---------------------------- |
| Peter Billingsley | Ralphie Parker               |
| Jean Shepherd     | Ralphie adulto               |
| Melinda Dillon    | Sra. Parker                  |
| Darren McGavin    | Sr. Parker "El Hombre Viejo" |
| Ian Petrella      | Randy Parker                 |
| Tedde Moore       | Señorita Shields             |
| Zack Ward         | Scut Farkus                  |
| Yano Anaya        | Grover Dill                  |
| Scott Schwartz    | Flick                        |
| R. D. Robb        | Schwartz                     |